# Berwijn
De Berwijn (Frans: Berwinne of Berwine en Limburgs: Berweng of Berwien) is een Belgisch riviertje in het stroomgebied van de Maas, tussen Luik en Maastricht.
De bronnen van de rivier zijn te vinden in het gehucht Birven in het meest oostelijke deel van de Waalse gemeente Aubel tegenover de Amerikaanse militaire begraafplaats Henri-Chapelle. De rivier loopt dan langs Clermont, Mortroux, Bolbeek, Dalhem en Berneau naar de Maas in Moelingen.
Zijriviertjes zijn onder andere de Bel en de Bolland. De Bolland is een linkerzijrivier en stroomt bij Dalhem in de Berwijn. De Bel stroomt bij de Abdij van Val-Dieu in de Berwijn. De abdij ligt op de rechteroever van de Berwijn.
Het stroomgebied van de Berwijn wordt in het noorden begrensd door een heuvelkam in oost-westelijke richting waarover de N608 en N612 lopen. In het zuiden wordt het stroomgebied begrensd door een heuvelrug waarover de N3 loopt.
Begin maart 2022 startte de verbredings- en verdiepingswerking in Moelingen om overstromingen zoals op 6 februari 2022 tegen te gaan. De werken kosten in totaal zo'n 1,2 miljoen euro.

## Gebeurtenissen
- In 1998, een week na Moelingen Kermis overstroomde de Berwijn waarbij veel huizen en kelders onder water liepen. Een dag later overstroomde de Berwijn opnieuw maar minder erg.
- Op 23 april 2016 trad massale vissterfte op ten gevolge van vervuild rivierwater. Er werd een drijvend schuim waargenomen op de Berwijn en de Bolland. Naar verluidt waren 20.000 vissen getroffen.
- Op 1 juni 2018 overstroomde de Berwijn opnieuw in Moelingen, waarbij er veel huizen, kelders, weilanden en akkers onderwater liepen zowel in Moelingen, als Berneau. De sporen van de overstroming zijn nog steeds zichtbaar.[2][3][4][5]
- Op 16 maart 2019 bereikte de Berwijn in Moelingen opnieuw zijn alarmpeil.[6]
- Op 14 juli 2021 trad de Berwijn in Moelingen buiten de oevers waardoor het dorp onder water kwam te staan.[7]
- Op 6 februari 2022 bereikte de Berwijn opnieuw het alarmpeil in Moelingen.[8]
- Van 17 op 18 mei 2024 overstroomde de Berwijn opnieuw in Moelingen,[9] ondanks de verbreding die na de overstroming van 2021 was uitgevoerd.[10]